# بيوتر بيكيتوف
بيوتر بيكيتوف (بالإنجليزية: Pyotr Beketov) هو مستكشف من سيبيريا.